# Andrzej Sosnowski (weterynarz)
Andrzej Sosnowski (ur. 1926, zm. 31 grudnia 2011) – polski lekarz weterynarii, wieloletni dyrektor Miejskiego Ogrodu Zoologicznego w Łodzi.

## Życie i działalność
Od lipca 1952 r., był lekarzem weterynarii Miejskiego Ogrodu Zoologicznego w Łodzi, a od stycznia 1969 r., do przejścia na emeryturę w 1996 r., piastował funkcję jego dyrektora. Przyczynił się między innymi do rozwoju ambulatorium weterynaryjnego na terenie placówki a także podłączenia jej do miejskiej sieci grzewczej (był to pierwszy ogród zoologiczny w Polsce ogrzewany w ten sposób). Od 1975 r., był członkiem Międzynarodowej Unii Dyrektorów Ogrodów Zoologicznych i jako pierwszy z polskich dyrektorów brał aktywny udział w Europejskim Programie Ochrony Zwierząt (EEP).
Zmarł 31 grudnia 2011 r., i został pochowany 5 stycznia 2012 r., na cmentarzu św. Antoniego przy ul. Solec 11 w Łodzi.